# Ignaz Stern
Ignaz Stern, italianizzato in Ignazio Stella (Mauerkirchen, 17 gennaio 1679 – Roma, 28 maggio 1748), è stato un pittore austriaco.

## Biografia
Si trasferì dalla Baviera in Italia, prima in Emilia-Romagna e poi a Roma. Fu allievo a Bologna di Carlo Cignani. Nel 1713 si trasferì a Forlì, dove si specializzò nella pittura d'altare e pittura da cavalletto per privati e mecenati monastici dell'Emilia-Romagna. La prima delle sue opere conosciute (1718-19) è un ciclo di icone d'altare nella chiesa di Sant'Onofrio a Lugo, vicino a Ravenna. A Forlì, Stern dipinse la Madonna con Bambino e Santi (ora nella cattedrale) per i Domenicani. L'icona fa riferimento alla Madonna e angeli in gloria di Guido Reni. Dopo aver completato l'Annunciazione nel 1724 per la Santa Maria di Campagna, a Piacenza, Stern tornò a Roma. Vi realizzò dipinti per committenti privati o ecclesiastici. La sua pala d'altare Vergine in gloria è conservata a Roma, nella chiesa di San Paolo alla Regola.
Ignaz Stern fu il capostipite di una famiglia di artisti. Suo figlio Ludovico Stern fu a sua volta un affermato pittore.